# رووینی ۱۲۵۸۱
سیارک ۱۲۵۸۱ (به انگلیسی: 12581 Rovinj، نامگذاری:1999RE34) دوازده هزار و پانصد و هشتاد و یکمین سیارک کشف شده‌است که در ۸ سپتامبر ۱۹۹۹ کشف شد.
قدر مطلق سیارک برابر ۱۲.۹ است.